# Acció directa
|  | Aquest article tracta sobre la teoria política. Si cerqueu l grup radical francès, vegeu «Acció Directa (grup)». |

L'acció directa és la intervenció sens mediadors aliens a un problema per tractar de donar una solució i fer valer la raó per una sortida adequada. Sovint s'ha confós (per anarquistes i no anarquistes) amb el recurs a la violència, si bé en un sentit estricte no té res a veure amb l'ús de la força bruta. Per altra part s'associa al concepte d'immediatesa, és a dir sens deixar anar les coses segons els que representen a les parts.
La democràcia directa seria una aplicació d'aquest principi, distinta d'una democràcia representativa on els càrrecs només són controlats en el moment de les eleccions. En la democràcia directa els representants ho són per una comesa determinada, donen compte de la seva gestió als seus electors, reclamen l'opinió si surten canvis importants en la negociació, i tenen constantment el seu lloc a disposició de les bases.

## Estratègia anarquista
En l'anarquisme clàssic, el rebuig comú cap a l'Estat i tota forma d'autoritat o jerarquia (com pot ser la divisió entre dirigents i dirigits en un sindicat) implica el seguiment d'estratègies similars, excepte quan això implica un judici de valor sobre la propietat privada. Aquí és on es troba la diferència fonamental entre l'anarquisme clàssic i el marxisme; si els dos corrents volen arribar a una societat lliure i igualitària, el marxisme proposa l'ús de l'Estat com a autoritat per a la classe obrera com a transició, mentre que l'anarquisme rebutja aquesta estratègia amb l'argument que aquesta transició no és necessària i sobretot expressant el perill d'una dictadura a mans d'una nova elit o casta privilegiada.
Acció directa és el nom que rep l'estratègia anarquista, basada en el rebuig de tot sistema provinent de l'Estat com la democràcia representativa, tota negociació amb la patronal, tot sistema burocràtic, i en alternatives com l'autogestió, l'educació llibertària i la desobediència civil.

### Antiautoritarisme
L'antiautoritarisme és l'oposició a l'autoritarisme. És a dir, a allò que es defineix com concentració de poder en un líder o en una elit, o la doctrina que defensa l'absolutisme en el govern, com en les autocràcies, en el despotisme, les dictadures i en el totalitarisme. Alguns anarquistes anomenen als marxistes "socialistes autoritaris", ja que el marxisme propugna la creació d'un Estat "proletari" que duria a terme una revolució.

### Autogestió
L'autogestió és la gestió d'una organització directament pels seus propis membres. En el cas d'una empresa, els seus treballadors són propietaris per parts iguals i alhora empresaris, compartint riscos i alhora beneficis. Les decisions són preses normalment a través d'un sistema de democràcia directa o en un marc de consens a través d'assemblees.

### Federalisme
Per tal d'impedir la concentració de poder i assegurar l'autonomia dels diferents sectors de la societat, com assemblees de treballadors, per exemple, sense comprometre la cooperació i la solidaritat entre aquests sectors, els anarquistes utilitzen pràctiques federalistes. Els diferents sectors de la societat cooperen com a iguals per voluntat pròpia, podent abstenir-se en qualsevol moment de cooperar.

### Pedagogia llibertària
L'educació és un pilar fonamental de la lluita antiautoritària. El moviment anarquista usa l'educació per tractar de construir l'individu lliurepensador, conscient, i crític que sia capaç de construir la futura societat anarquista. Ho fa mitjançant molts de recursos, com ateneus llibertaris, publicacions periòdiques, edició i difusió de texts, creació d'alternatives educatives a les establertes, etc.

### Desobediència civil
Per tal d'afeblir l'autoritat de l'Estat, els anarquistes proposen ignorar sistemàticament les lleis que els diferents governs imposin, guiant-se només per l'estricta ètica personal o col·lectiva. A llarg termini, això hauria de suposar la inviabilitat de l'aparell repressiu de l'Estat i la seva dissolució.
La desobediència civil implica accions no-violentes i coordinades amb el màxim nombre de persones possible, amb l'objectiu que l'Estat es vegi desbordat a l'hora de reprimir les masses.
Aquesta forma de lluita també és proposada per altres moviments de caràcter pacifista per tal d'aconseguir determinats drets individuals o col·lectius.